# Pietro Fiore
Pietro Fiore (Mira, 2 novembre 1919 – ...) è stato un calciatore italiano, di ruolo attaccante.

## Carriera
Dal 1946 al 1949 ha giocato tre stagioni con la maglia del Padova in Serie B e Serie A per un totale di 56 presenze e 21 gol. Ha segnato il quarto gol nella partita Padova-Torino (4-4).. Rimane tesserato con i biancoscudati fino al 1952, quando viene messo in lista di trasferimento.

## Palmarès

### Club

#### Competizioni nazionali
- Serie B: 1

Padova: 1947-1948